# Majara Attikunte, Mulbagal
Majara Attikunte là một làng thuộc tehsil Mulbagal, huyện Kolar, bang Karnataka, Ấn Độ.